# William Henry Upham
William Henry Upham (Westminster, 3 maggio 1841 – Marshfield, 2 luglio 1924) è stato un politico e militare statunitense.
Fu il 18º governatore del Wisconsin dal 1895 al 1897.